# Man of the Forest (film 1933)
Man of the Forest è un film del 1933 diretto da Henry Hathaway. Fu interpretato da alcuni dei nomi più popolari del genere western: il protagonista era Randolph Scott che venne affiancato da Harry Carey e Noah Beery.
È il remake di Man of the Forest, film muto del 1921 diretto da Howard Hickman e di Man of the Forest del 1926, altra versione muta del romanzo omonimo di Zane Grey, film prodotto sempre dalla Paramount (quando ancora si chiamava Famous Players-Lasky Corporation), con protagonisti Jack Holt e Georgia Hale.

## Trama
Il cacciatore Brett Dale incontra il suo amico Jim Gayner che gli racconta della lotta che sta ingaggiando contro Clint Beasley, il proprietario di un terreno vicino al suo, a causa dei diritti sull'acqua del lago che gli appartiene.

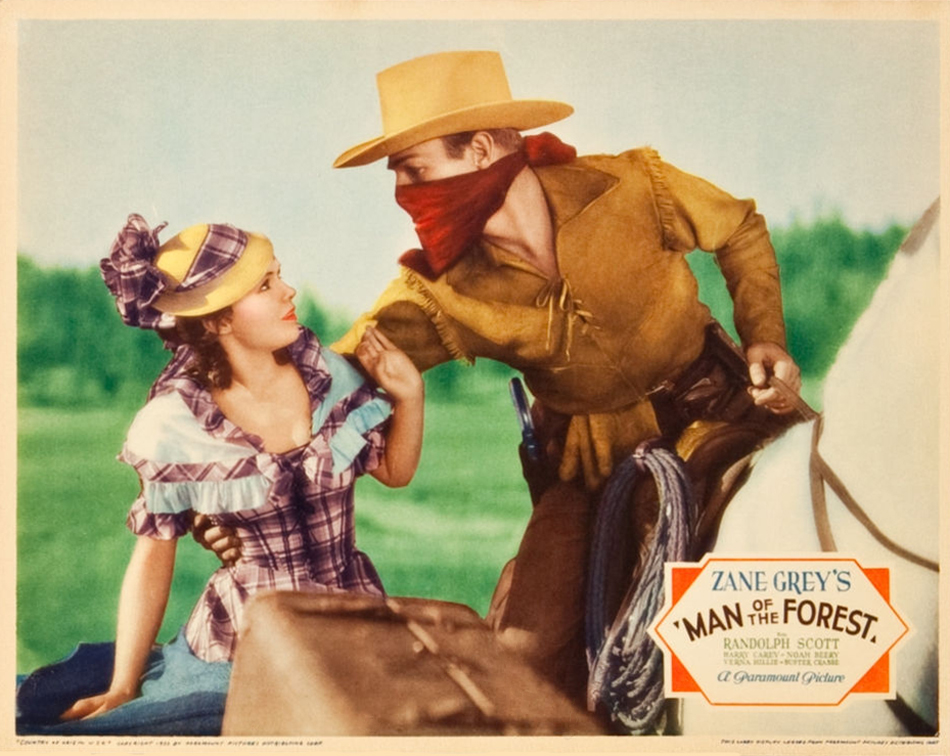
Verna Hillie e Randoph Scott

Brett, dopo aver scoperto che Beasley, con la complicità di alcuni ex dipendenti di Gayner, sta organizzando il rapimento di Alice, la nipote di Jim, sventa il loro piano e salva la ragazza. Portata in salvo in una baita, Alice - che non conosce il cacciatore - cerca di andarsene, ma i leoncini di Brett le mettono paura, impedendole la fuga.
Jim, corso alla baita, incappa negli uomini di Beasly e, nello scontro, resta ucciso. Per la sua uccisione, viene arrestato Brett e Alice viene portata via da Beasley che l'affida alla sua governante, Peg Forney. In combutta con lo sceriffo, Beasley esibisce un documento da cui risulta che i diritti dell'acqua del lago sono suoi. Poi, quella stessa sera, l'uomo cerca di aggredire Alice che viene salvata dall'intervento della signora Forney.

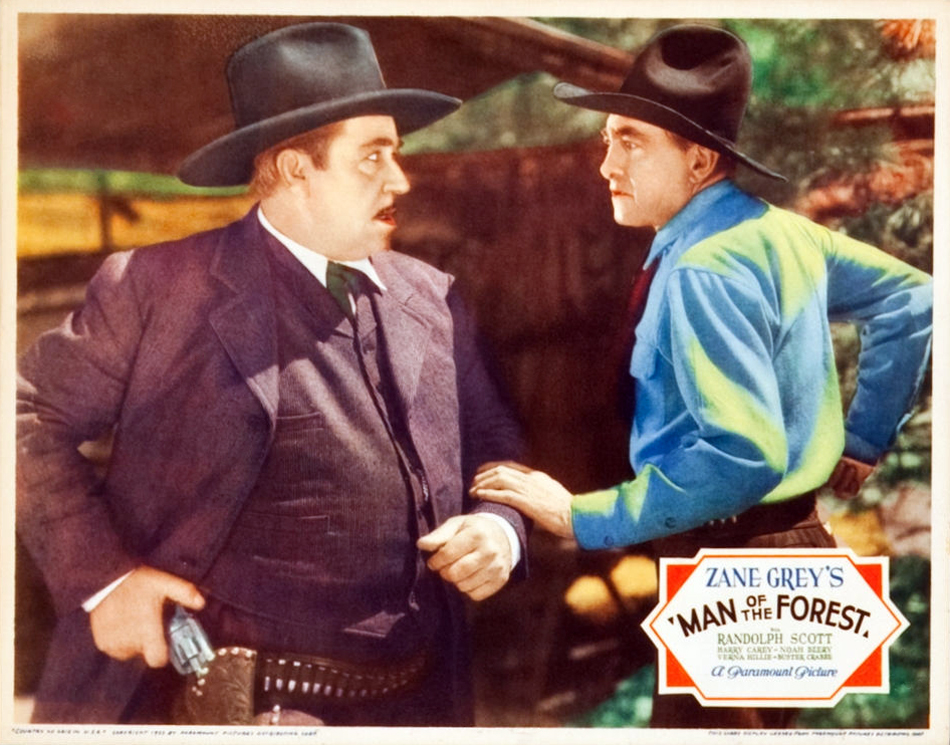
Noah Beery e Harry Carey

Intanto, nella prigione, lo sceriffo viene attaccato da Mike, uno dei leoni di Brett. Spaventato, libera il prigioniero e confessa l'identità del vero assassino, riconsegnando anche il falso documento. Due compagni di Brett, Big Casino e Little Casino, liberano Alice. Tutti quanti si rifugiano in un fienile dove ha luogo l'attacco finale: il granaio viene incendiato, Alice sta per cadere di nuovo nelle mani del suo rapitore, ma, nello scontro a fuoco, finisce che la signora Forney uccida Beasley, sparandogli da una finestra,

## Produzione
Il film fu prodotto dalla Paramount Pictures.

## Distribuzione
Distribuito dalla Paramount Pictures, uscì nelle sale cinematografiche USA il 25 agosto 1933. Nel 1950, una riedizione del film, con il titolo Challenge of the Frontier, venne distribuita dalla Favorite Films.